# Hatrið mun sigra
A Hatrið mun sigra (magyarul: A gyűlölet fog érvényesülni) egy dal, amely Izlandot képviselte a 2019-es Eurovíziós Dalfesztiválon, Tel-Avivban. A dalt a Hatari együttes adta elő izlandi nyelven. 2013 óta ez volt az első alkalom, hogy egy dalt izlandiul adtak elő a dalfesztiválon.
A dalnak egy hosszabb változata szerepel az együttes első nagylemezén, a 2020-ban megjelent Neyslutranson.

## Háttér
A Hatrið mun sigra egy techno-punk dal. Az együttes szarkasztikusan a világban uralkodó gyűlöletre és utálatra hívja fel a figyelmet, hogy együtt pusztítsunk el mindent, ami jó, hogy végül a gyűlölet kerekedhessen felül. A dalt a videoklipben és az élő produkció során is különböző BDSM ruhákban adták elő az együttes tagjai.

## Eurovíziós Dalfesztivál
A dal a 2019. március 2-án rendezett izlandi nemzeti döntőben, a Söngvakeppnin-ben nyerte el az indulás jogát, ahol a zsűri és a nézői szavazatok együttese alakította ki a végeredményt.
A dalt az Eurovíziós Dalfesztiválon először a május 14-i első elődöntőben adták elő, a fellépési sorrendben tizenharmadikként, az ausztrál Kate Miller-Heidke Zero Gravity című dala után, és az észt Victor Crone Storm című dala előtt. Innen 221 ponttal a harmadik helyen jutottak tovább a döntőbe.
A május 18-i döntőben a fellépési sorrendben tizenhetedikként adták elő, a brit Michael Rice Bigger than Us című dala után és az észt Victor Crone Storm című dala előtt. A szavazás során összesen 232 pontot szerzett, három ország (Finnország, Lengyelország és Magyarország) közönségétől begyűjtve a maximális 12 pontot. Ez a tizedik helyet jelentette a huszonhat fős mezőnyben.
A következő izlandi induló a Daði og Gagnamagnið lett volna a Think About Things című dallal a 2020-as Eurovíziós Dalfesztiválon. A verseny eltörlése után a 2021-es Eurovíziós Dalfesztiválon a Daði og Gagnamagnið a 10 Years című dallal lett ténylegesen a következő izlandi induló.

## Külső hivatkozások
- Dalszöveg
- A dal videóklipje. YouTube-videó, Eurovision Song Contest, 2019. február 14.
- A dal előadása a izlandi nemzeti döntőben. YouTube-videó, Eurovision Song Contest, 2019. március 4.
- A dal szövege https://lyricstranslate.com/hu/hatari-hatri%C3%B0-mun-sigra-lyrics.html